# Championnat d'Italie de football 1981-1982
Navigation
Édition précédente Édition suivante
| \| Juventus Fiorentina AS Rome Naples Inter Ascoli Catanzaro Avellino Cesena Torino Udinese Cagliari Genoa AC Milan Bologne Côme \| Localisation des clubs engagés dans le championnat. |
| Juventus Fiorentina AS Rome Naples Inter Ascoli Catanzaro Avellino Cesena Torino Udinese Cagliari Genoa AC Milan Bologne Côme                                                           |

Le Championnat d'Italie de football de Série A 1981-1982 est la 80e édition du championnat d'Italie de football, qui réunit 16 équipes. 
Le championnat est remporté pour la deuxième année consécutive et pour la 20e fois de son histoire par la Juventus qui devient donc la première et la seule à coudre deux étoiles dorées sur son maillot (synonyme de 20 scudetti). Cette saison marque également la descente en deuxième division du grand club milanais de l'AC Milan. L'Inter Milan, qui finit 5e, remporte la coupe d'Italie et le joueur de la Juve Paolo Rossi remporte le ballon d'or en 1982.

## Participants
| Club            | Se maintient depuis | Classement 2020-2021 | Entraîneur                                                 | Stade                                     | Capacité théorique |
| --------------- | ------------------- | -------------------- | ---------------------------------------------------------- | ----------------------------------------- | ------------------ |
| Juventus FC     | 1900                | 1er                  | Giovanni Trapattoni                                        | Stade communal                            |                    |
| AS Rome         | 1952                | 2e                   | Nils Liedholm                                              | Stade olympique                           |                    |
| SSC Naples      | 1965                | 3e                   | Rino Marchesi                                              | Stade San Paolo                           |                    |
| Inter Milan     | 1908                | 4e                   | Eugenio Bersellini                                         | Stade Giuseppe-Meazza                     |                    |
| AC Fiorentina   | 1939                | 5e                   | Giancarlo De Sisti                                         | Stade communal                            |                    |
| Cagliari Calcio | 1979                | 6e                   | Paolo Carosi                                               | Stade Sant'Elia                           |                    |
| Bologne FC      | 1921                | 7e                   | Tarcisio Burgnich (1re-22e) Francesco Liguori (23e22e-30e) | Stade Renato-Dall'Ara                     |                    |
| US Catanzaro    | 1978                | 8e                   | Bruno Pace                                                 | Stade communal                            |                    |
| Torino Calcio   | 1960                | 9e                   | Massimo Giacomini                                          | Stade communal                            |                    |
| US Avellino     | 1978                | 10e                  | Luís Vinício (1re-21e) Claudio Tobia (22e-30e)             | Stade Partenio                            |                    |
| Ascoli Calcio   | 1978                | 11e                  | Carlo Mazzone                                              | Stade Cino-et-Lillo-Del-Duca              |                    |
| Udinese Calcio  | 1979                | 12e                  | Enzo Ferrari                                               | Stade Friuli                              |                    |
| Calcio Côme     | 1980                | 13e                  | Giuseppe Marchioro (1re-14e) Gianni Seghedoni (15e-30e)    | Stade Giuseppe-Sinigaglia                 |                    |
| Milan AC        | 1981                | 1er (Serie B)        | Luigi Radice (1re-16e) Italo Galbiati (17e-30e)            | Stade San SiroStade Marcantonio-Bentegodi |                    |
| Genoa 1893      | 1981                | 2e (Serie B)         | Luigi Simoni                                               | Stade Luigi-Ferraris                      |                    |
| AC Cesena       | 1981                | 3e (Serie B)         | Giovan Battista Fabbri (1re-15e) Renato Lucchi (16e-30e)   | Stade La Fiorita                          |                    |

## Classement
| Rang | Équipe          | Pts | J  | G  | N  | P  | Bp | Bc | Diff |
| ---- | --------------- | --- | -- | -- | -- | -- | -- | -- | ---- |
| 1    | Juventus FC T   | 46  | 30 | 18 | 8  | 3  | 48 | 14 | +34  |
| 2    | AC Fiorentina   | 45  | 30 | 17 | 11 | 2  | 36 | 17 | +19  |
| 3    | AS Rome         | 38  | 30 | 15 | 8  | 7  | 40 | 29 | +11  |
| 4    | SSC Naples      | 35  | 30 | 10 | 15 | 5  | 31 | 21 | +10  |
| 5    | Inter Milan C   | 35  | 30 | 11 | 13 | 6  | 39 | 34 | +5   |
| 6    | Ascoli Calcio   | 32  | 30 | 9  | 14 | 7  | 26 | 21 | +5   |
| 7    | US Catanzaro    | 28  | 30 | 9  | 10 | 11 | 25 | 29 | -4   |
| 8    | US Avellino     | 27  | 30 | 9  | 9  | 12 | 22 | 26 | -4   |
| 9    | AC Cesena P     | 27  | 30 | 8  | 11 | 11 | 34 | 41 | -7   |
| 10   | Torino Calcio   | 27  | 30 | 8  | 11 | 11 | 25 | 30 | -5   |
| 11   | Udinese Calcio  | 26  | 30 | 9  | 8  | 13 | 27 | 37 | -10  |
| 12   | Cagliari Calcio | 25  | 30 | 7  | 11 | 12 | 23 | 36 | -13  |
| 13   | Genoa 1893 P    | 25  | 30 | 6  | 13 | 11 | 24 | 29 | -5   |
| 14   | Milan AC P      | 24  | 30 | 7  | 10 | 13 | 21 | 31 | -10  |
| 15   | Bologne FC      | 23  | 30 | 6  | 11 | 13 | 25 | 37 | -12  |
| 16   | Côme Calcio     | 17  | 30 | 3  | 11 | 16 | 18 | 42 | -24  |

Qualifications européennes
Coupe des clubs champions européens
- 1er : 1er tour (1/16 de finale)

Coupe d'Europe des vainqueurs de coupe
- Vainqueur de la Coupe d'Italie 1981-1982 : 1er tour (1/16 de finale)

Coupe UEFA
- 2e, 3e et 4e : 1er tour (1/32 de finale)

Relégation
- 14e, 15e et 16e : relégation en Serie B

Abréviations
T : Tenant du titre

C : Vainqueur de la Coupe d'Italie 1981-1982

P : Promus de Serie B

## Buteurs
| Rang | Joueur               | Club            | Buts |
| ---- | -------------------- | --------------- | ---- |
| 1    | Roberto Pruzzo       | AS Rome         | 15   |
| 2    | Edi Bivi             | US Catanzaro    | 12   |
| 3    | Claudio Pellegrini   | SSC Naples      | 11   |
| 4    | Roberto Mancini      | Bologne FC      | 9    |
| 4    | Luigi Piras          | Cagliari Calcio | 9    |
| 4    | Oliviero Garlini     | AC Cesena       | 9    |
| 4    | Walter Schachner     | AC Cesena       | 9    |
| 4    | Daniel Bertoni       | AC Fiorentina   | 9    |
| 4    | Francesco Graziani   | AC Fiorentina   | 9    |
| 4    | Alessandro Altobelli | Inter Milan     | 9    |
| 4    | Evaristo Beccalossi  | Inter Milan     | 9    |
| 4    | Pietro Paolo Virdis  | Juventus FC     | 9    |